# Pokémon Colosseum
Pokémon Colosseum, (en japonés; ポケモンコロシアム) és un videojoc de la franquícia Pokémon del gènere RPG/Aventura per a la consola domèstica GameCube de Nintendo. El joc és una semi-seqüela dels Pokémon Stadium i la preqüela de Pokémon XD, hi ha un mode multijugador amb la possibilitat d'usar els jocs de Pokémon de Game Boy Advance de la tercera generació de la franquícia original. Però el mode història és el més important, aquest recupera l'esperit dels jocs de Game Boy, aprofitant gràfics en 3D, aquest mode es basa quasi exclusivament a explorar ciutats, deixant de costat les rutes clàssiques de les versions portàtils, també el fet de «purificar» els Pokémon obscurs, li dona molta identitat.
El joc programat per un nou grup de programació, Genius Sonority, s'incluí a totes les còpies una Memory Card 59, a més, a les versions japoneses, dels Estats Units d'Amèrica i del Canadà s'inclogué un disc extra.

## Pokémon obscur
És la major novetat del joc i del món Pokémon en general, són uns Pokémon als quals «els tanquen el cor per convertir-los en màquines de lluita sense sentiments», denominats Pokémon obscur (Pokémon Shadow en el joc anglès) fet perpetrat per grups de delinqüents, representat per la banda cifer, a més una altra banda de menor monta també està involucrada en la història amomenada cep que s'alia amb l'altra. Al joc li han de robar-li als entrenadors que poseeixin aquests Pokémon; és una cosa atípica perquè en els jocs de Game Boy es diu que no es poden robar Pokémon, i que està mal fet fer-ho, estant només permès capturar Pokémon salvatges. En Pokémon Colosseum per a resoldre aquest dilema s'incluí un aparell especial pel personatge protagonista que crea les cepball, mitjançant Poké Ball les úniques capaces de capturar Pokémon d'entrenadors robant-los.

## Pokémon obtenibles
Un dels majors defectes d'aquest joc per als fans de Pokémon és la mancança d'espècies capturables, només hi ha de Pokémon d'entrenadors que es roben i no hi ha Pokémon salvatges pròpiament dit, a més els que apareixen són els que habitualment estan localitzables de forma salvatge a les regions de Johto i Hoenn en els jocs de Game Boy, deixant de costat a Kanto. Potser el poder obtenir a un Ho-Oh sense necessitat del ticket virtual o un truquejador de jocs, sigui de les poques coses atractives junt a la poder capturar als tres gossos llegendaris en un mateix joc, Celebi és desbloquejable per a ser capturat només a la versió japonesa del joc.
La immensa majoria dels Pokémon capturables són els denominats Pokémon obscurs, les excepcions estan entre parèntesis, de la llista de continuació:
| - Espeon i Umbreon (no són Pokémon obscur; Pokémon inicials) - Makuhita - Bayleef - Quilava - Croconaw - Misdreavus - Slugma - Noctowl - Flaaffy - Skiploom - Quagsire - Furret | - Yanma - Remoraid - Mantine - Qwilfish - Dunsparce - Meditite - Swablu - Sudowoodo - Plusle (no és un Pokémon obscur; rebut directament) - Hitmontop - Entei - Ledian - Suicune | - Gligar - Sneasel - Piloswine - Stantler - Ariados - Aipom - Murkrow - Forretress - Granbull - Vibrava - Raikou - Sunflora - Delibird | - Heracross - Skarmory - Miltank - Absol - Houndoom - Tropius - Metagross - Tyranitar - Smeargle - Ursaring - Shuckle - Togetic - Ho-Oh |
| --- | --- | --- | --- |

Aquests Pokémon no són obtenibles a la versió europea i només un a la versió dels Estats Units:
- Celebi (no és un Pokémon obscur; disponible solament al disc bonus de la versió japonesa)
- Pikachu (e-card japonés solament)
- Mareep (e-card japonés solament)
- Scizor (e-card japonés solament)
- Jirachi (no és un Pokémon obscur; al disc extra nord-americà inclòs amb el joc es transfereix directament a Pokémon Ruby o Sapphire)

També, existeix una continuació, Pokémon XD:Tempesta obscura (Pokémon XD: Gale of Darkness en anglès)